# Les Olmes
Les Olmes är en kommun i departementet Rhône i regionen Auvergne-Rhône-Alpes i östra Frankrike. Kommunen ligger i kantonen Tarare som tillhör arrondissementet Villefranche-sur-Saône. År 2018 hade Les Olmes 829 invånare.

## Befolkningsutveckling
Antalet invånare i kommunen Les Olmes
| Referens: INSEE |